# 华夏暗沙
华夏暗沙位于南中国海中沙群岛中沙大环礁西部边缘，西南与控湃暗沙相距约6.4海里，东北与西门暗沙相距约5.4海里。整个暗沙全部在海面以下，最浅处水深约12米，等深线20米以上面积约6.2平方公里。1947年和1983年公布名称均为“华夏暗沙”。